# Packard Hawk
La Hawk è una vettura prodotta, nei suoi ultimi anni di produzione, dalla Packard. In questo difficile periodo la gamma della Packard era composta da quattro modelli che essenzialmente erano dei modelli già prodotti dalla Studebaker Corporation ai quali erano state effettuate delle modifiche e che venivano venduti con il marchio Packard.

## Contesto

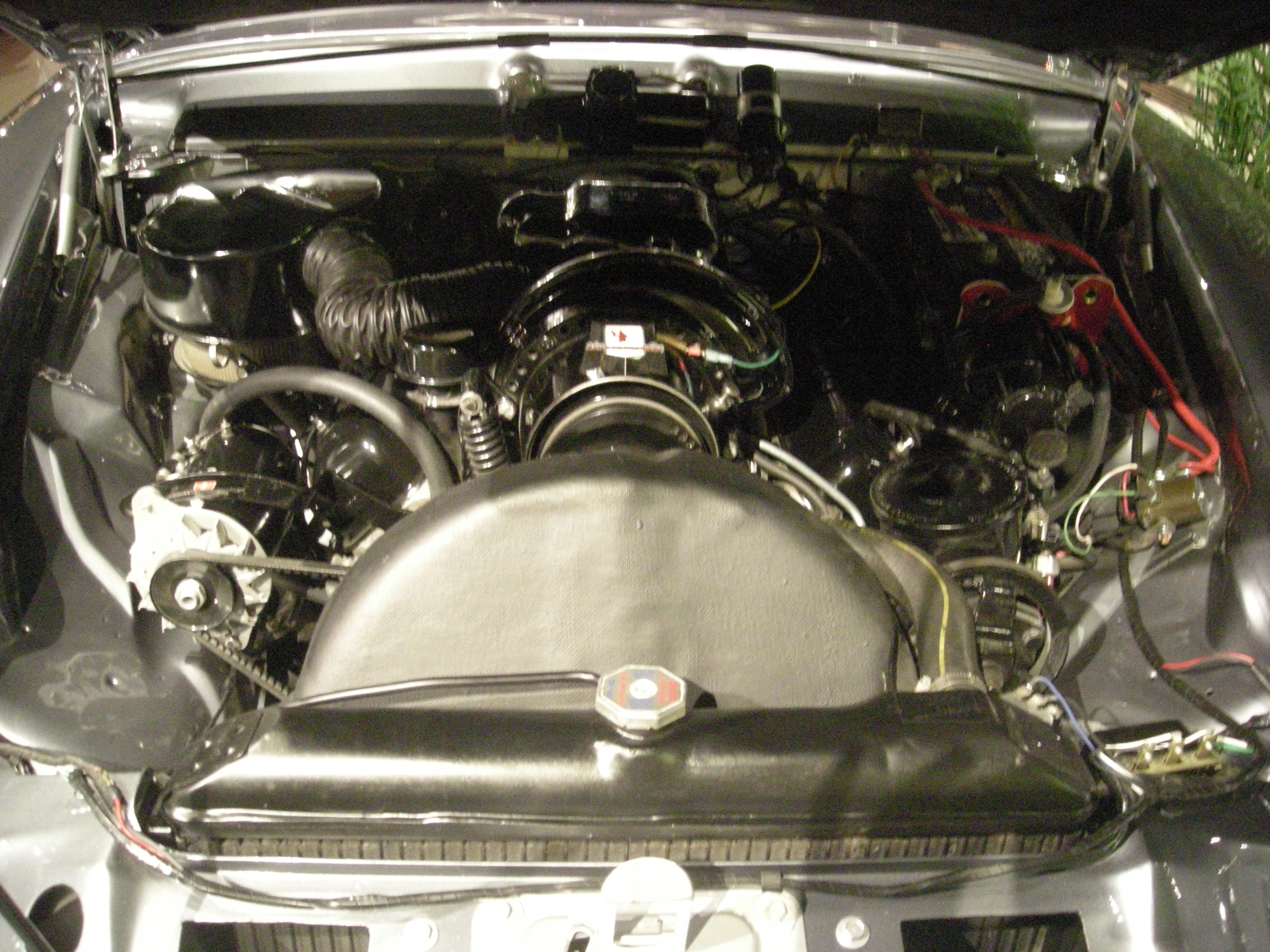
IL motore

La Packard Hawk era essenzialmente una Studebaker Golden Hawk leggermente rivisitata. Al posto della grande calandra della Golden Hawk la vettura Packard aveva una apertura bassa a forma di bocca di pesce appena sopra il paraurti anteriore e che prendeva tutta la larghezza della vettura. Il muso aveva delle forme più dolci di quelle dell'originale e ricordava le Studebaker prodotte nel 1953. Sul cofano era presente una gobba, come sulla Golden Hawk. Il motore era il V8 da 4,7 L (289in3) McCulloch dotato di compressore. Forniva una potenza di 275 hp (205 kW). Le pinne posteriori erano ricoperte di Mylar che le faceva apparire ricoperte di metallo dorato. Un finto alloggiamento per la ruota di scorta adornava il bagagliaio. Sul cofano il nome della Casa era scritto con lettere maiuscole distanziate tra loro. Il nome veniva ripetuto sulle code, ma in questo caso era scritto in colore oro, e sul bagagliaio.

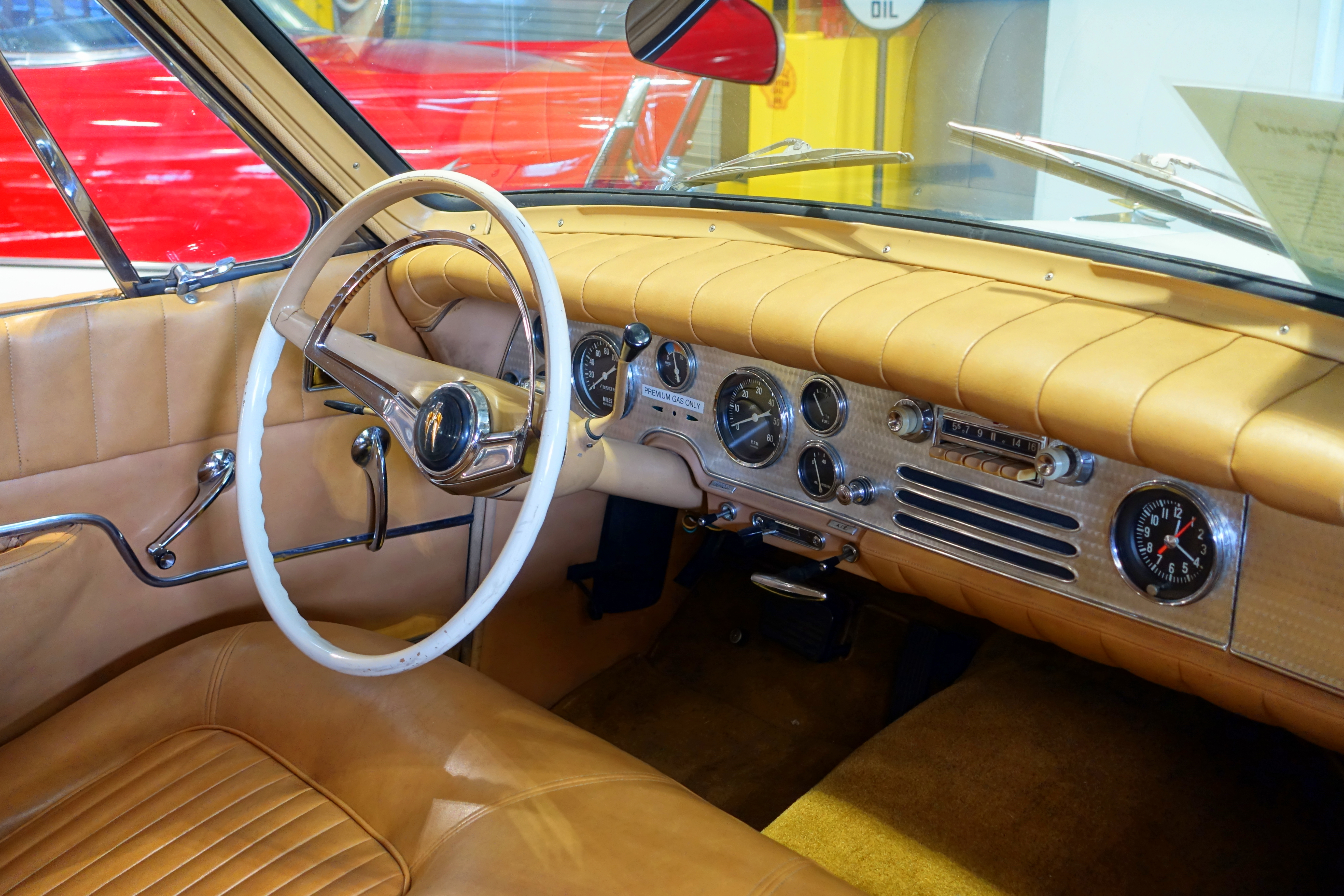
Gli interni

Gli interni erano completamente in pelle. Il cruscotto era dotato di tutti gli indicatori. Un tocco di ricercatezza era dato dal bracciolo imbottito che, come sui primi velivoli, era montato fuori dal finestrino.
Lo stile della vettura può essere definito controverso, alcuni la descrissero come un aspirapolvere. Furono solo 558 le vetture vendute ma questi scarsi risultati di vendita erano in parte dovuti anche alla situazione nella quale versava la Packard. La Hawk fu certamente la più veloce Packard mai venduta dato che condivideva la maggior parte dei suoi componenti con la Studebaker Golden Hawk. Il prezzo di vendita era di 3.995 dollari USA, superiore di circa 700 dollari al modello Studebaker, rispetto al quale però la Hawk presentava degli interni più lussuosi.
La rarità e lo status di migliore Packardbaker degli ultimi anni hanno reso la vettura abbastanza ricercata dai collezionisti. Il suo valore è circa il doppio degli equivalenti modelli Studebaker anche se rimane basso rispetto ai modelli dei marchi più conosciuti. Grazie all'utilizzo della maeccanica Studebaker la reperibilità di ricambi non è un problema mentre è molto difficoltosa quella degli interni e della carrozzeria.